# Spoorlijn Rapperswil - Ziegelbrücke
De spoorlijn Rapperswil - Ziegelbrücke is een Zwitserse spoorlijn tussen Rapperswil gelegen in kanton Sankt Gallen en Ziegelbrücke gelegen in kanton Glarus en in kanton Sankt Gallen.

## Geschiedenis
Het traject Rapperswil en Ziegelbrücke - Weesen werd door de Vereinigte Schweizerbahnen (VSB) op 15 februari 1859 geopend.

## Treindiensten
Het personenvervoer wordt op dit traject uitgevoerd door de Schweizerische Bundesbahnen (SBB).

## Aansluitingen
In de volgende plaatsen is of was er een aansluiting van de volgende spoorlijnen:

### Rapperswil
- Rechter Zürichseelinie, spoorlijn tussen Zürich HB en Rapperswil
- Wallisellen - Rapperswil, spoorlijn tussen Wallisellen en Rapperswil
- Rapperswil - Wattwil, spoorlijn tussen Rapperswil en Wattwil
- Rapperswil - Arth-Goldau, spoorlijn tussen Rapperswil en Arth-Goldau

### Ziegelbrücke
- Linker Zürichseelinie, spoorlijn tussen Zürich HB en Ziegelbrücke
- Ziegelbrücke - Chur, spoorlijn tussen Ziegelbrücke en Chur
- Ziegelbrücke - Linfhal, spoorlijn tussen Ziegelbrücke en Linfhal

## Elektrische tractie
Het traject werd geëlektrificeerd met een spanning van 15.000 volt 16 2/3 Hz wisselstroom.